# Joseph Villeneuve de Janti
Pour les articles homonymes, voir Villeneuve de Janti.
Joseph Théodore Villeneuve de Janti (Andrésy, 21 juin 1868 – Rambouillet, 7 juin 1944) est un médecin et entomologiste français spécialiste des diptères.
Il travaille à Paris, à l'Institut Pasteur et au Muséum national d'histoire naturelle.
Il définit de nombreux nouveaux taxons et contribue efficacement à l'entomologie médicale. Il est membre de la Société entomologique de France.

## Biographie
(novembre 2022).

### Origines familiales
Issu d’une famille de robe de Franche-Comté qui passa au XVIe siècle dans le Cambrésis et développa des alliances en France et dans les anciens Pays-Bas espagnols puis autrichiens. Joseph Villeneuve de Janti descend d’ancêtres aussi différents que Claude de l’Isle, marquis d’Andrésy et Grand Louvetier du roi Henri IV, Frédéric, baron de Beelen Bertholff, haut fonctionnaire sous le gouvernement autrichien des Pays-Bas, qui fut envoyé en 1783 auprès de la jeune République des États-Unis d’Amérique par Joseph II pour préparer la mise en œuvre d’un traité de commerce avec l’empire d’Autriche ou Jeanne Marie Corbin de Malouy, épouse de Charles François Maurice de Janti, qui développa un magasin de « jolités » fort célèbre dans la haute société bruxelloise de la fin du XVIIIe siècle, fournissant en nombreux objets de luxe le comte de Cobenzl ou Charles-Alexandre de Lorraine, qui gouvernèrent la province au nom de l’empereur.

### Études
Joseph Villeneuve de Janti est envoyé par son père chez les Pères Jésuites de Bruxelles pour y faire ses Humanités. Il revient en France polyglotte et doté d’une solide culture classique.  Il entreprend ensuite des études de médecine à Paris, y soutient sa thèse de doctorat le 16 juillet 1896 et installe un cabinet de consultation à Rambouillet.

### Le médecin
En 1905, il est nommé Médecin Adjoint de l’hôpital de Rambouillet puis en devient Médecin-Chef quelques années plus tard, jusqu’à son décès. Il contribue à l’édification du « nouvel hôpital » lequel, inauguré le 17 septembre 1933 par le président de la République Albert Lebrun, constitue le noyau de l’actuel Centre Hospitalier.

#### Guerre de 1914-1918
Ami et médecin privé de la duchesse d’Uzès, c’est à lui qu’elle fait appel pour commander l’Hôpital Auxiliaire n° 34 en tant que Médecin-Major  lorsque, généreusement, elle met son château de Bonnelles aux environs de Rambouillet à disposition de l’État, prend le voile d’infirmière et assure les charges financières du soin de plusieurs dizaines de blessés et convalescents de la Grande Guerre durant plusieurs années.

### L’entomologiste
Joseph Villeneuve de Janti s’intéresse très tôt à tout ce qui touchait de près à la nature : botanique, chimie, géologie, hydrologie…. Un jour de jeunesse, trouvant un cheval mort et environné de myriades d’insectes, il se prend de passion pour l’entomologie. C’est en 1898, à l’âge de 30 ans et deux ans après son doctorat en Médecine que Joseph Villeneuve de Janti commence à publier des articles scientifiques entomologiques. « …Devenu adulte, de Janti développe des liens amicaux avec Ernest Bedel et Louis Pandellé. Si Bedel introduit de Janti dans le monde de l'entomologie, Pandellé l’introduit dans le monde des diptères. En effet, Pandellé, peu amène aux importuns, indépendant s'il en fut… œuvrait dans sa retraite provinciale pour le seul plaisir de l'esprit. Il transmit au jeune entomologiste (de Janti) ses connaissances, sa doctrine, ses écrits… ». En 1904, le docteur Villeneuve de Janti se lie d’amitié avec Émile Roubaud, de l’Institut Pasteur, avec qui il signe certains travaux. Un décret d’élévation au grade de Chevalier de la Légion d’Honneur (9 septembre 1923) cite la publication de travaux entomologiques « remarqués » à côté de son activité médicale exercée «avec un grand dévouement ».

#### Relations scientifiques
Joseph Villeneuve de Janti a été en relation avec de très nombreux chercheurs européens, américains, asiatiques, africains et russes. De même, il fut en relations étroites avec de nombreux muséums internationaux, échangeant informations et travaux scientifiques. Parmi eux, il faut souligner : le musée d'histoire naturelle de Berlin, le Muséum suédois d'histoire naturelle à Stockholm, le Musée national d'histoire naturelle des États-Unis à Washington, D.C. (ce dernier appartient à la Smithsonian Institution), le Muséum d'histoire naturelle de Vienne, le musée d'histoire naturelle de Londres, la Royal Entomological Society à Londres, l'Institut Pasteur à Paris, le Muséum national d'histoire naturelle à Paris, le Musée national du Danemark à Copenhague et, surtout, les deux établissements auxquels il consacra une part nettement plus importante de ses activités scientifiques : le Musée du Congo Belge de Tervuren (actuellement dénommé Musée royal de l'Afrique centrale, en Belgique) et le Muséum des sciences naturelles de Belgique à Bruxelles, dont il était membre correspondant permanent.

#### Contributions à l'étude des diptères
Aux dires de Jean Lhoste et de Louis-Paul Mesnil, le docteur Villeneuve de Janti est considéré comme l’un de principaux « défricheurs de la diptérologie française ». Recevant de très nombreuses visites dans sa maison de Rambouillet, il conseille et rectifie de multiples chercheurs et hypothèses. Ses travaux l’ont principalement orienté vers les différentes espèces de l’ordre des diptères, principalement : Tabanides (Tabanidae), Tachinides ou tachynaires (Tachinidae), Muscides (Muscidae), Milichnides (Milichidae), Syrphides (Syrphidae), Calliphorides (Calliphoridae), Sarcophagides (Sarcophagidae), Sphérocérides (Sphaeroceridae), Asilides (Asilidae), Sciomyzidae, Copromyzidae, Anthomyiaires, Cypselidae,  Hoplocephalae, Miltogramminae… On a recensé 284 publications scientifiques, essentiellement dans les supports et bulletins des sociétés savantes internationales, l'Institut royal des eciences naturelles de Belgique étant privilégiée. C’est d’ailleurs à ce dernier Muséum, qu’il lègue par testament du 17 novembre 1940 une partie importante de sa collection privée (39.000 exemplaires), les doubles de spécimens et le reste des collections ont été repris par P.L. Mesnil, disciple assidu du docteur qui publie, ensuite, à partir des travaux de son maître.
178 espèces portant le nom de Joseph Villeneuve de Janti ont été recensées. Depuis son décès, ses travaux restent d’actualité et sont régulièrement cités jusqu’à nos jours par des chercheurs de renom.

### Descendance
Le docteur Villeneuve de Janti a eu deux fils, Pierre (historien de vénerie, du Rallye Bonnelles, de la forêt et du château de Rambouillet) et Jean qui, musicologue averti, publia de nombreux articles dans la revue « l’Orgue », concernant la facture, l’esthétique musicale et la registration des instruments du même nom.

## Décorations
|  |  |  |

### Intitulés
- Chevalier de la Légion d'honneur (1923)
- Chevalier de l'ordre de Léopold (1936)
- Chevalier de l'ordre du Mérite Agricole (avant 1939)